# دیو اتل

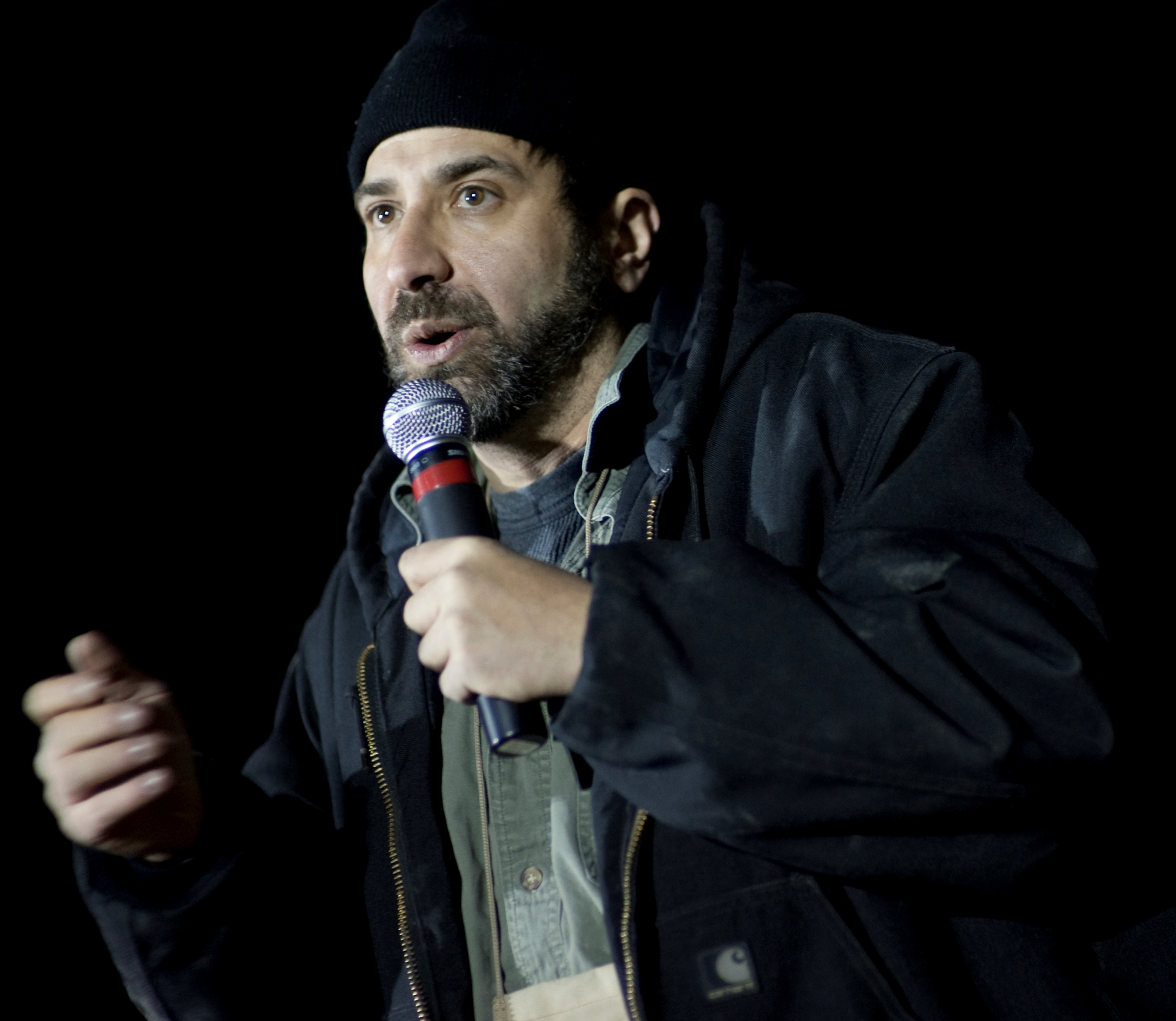

دیو اتل (متولد ۱۸ ژانویه ۱۹۶۵) او کمدین استند آپ، نویسنده آمریکایی و بازیگر، بهترین عنوان میزبان از بی‌خواب (ابهام‌زدایی) کمدی مرکزی با دیو اتل شناخته شده است  و نمایش گونگ با دیو اتل. در کوئینز، نیویورک به دنیا آمد، او در راکویل سنتر، نیویورک با عموزاده خود بزرگ شد و در حال حاضر در شهر نیویورک زندگی می‌کند.

## دیسکو گرافی/ویدئو گرافی
- بهترین Insomniac (Vol. 1) – دی وی دی‌های سال ۲۰۰۳
- بهترین Insomniac (Vol. 2) – دی وی دی‌های سال ۲۰۰۳
- Skanks برای خاطرات... – CD 2003
- هی دهان خود را حامله است! – دی وی دی‌های سال ۲۰۰۶
- دیو Attell را Insomniac تور – دی وی دی‌های سال ۲۰۰۶
- کاپیتان بدبختی – HBO, DVD, 2007
- کار جاده – Comedy Central Stand-Up (مستقیم), ۲۰۱۴
- Trainwreck است - ۲۰۱۵